# Шален (Меза)
Шален (фр. Chalaines) насеље је и општина у североисточној Француској у региону Лорена, у департману Меза која припада префектури Комерси.
По подацима из 2011. године у општини је живело 326 становника, а густина насељености је износила 40,25 становника/km². Општина се простире на површини од 8,1 km². Налази се на средњој надморској висини од 260 метара (максималној 373 m, а минималној 245 m).

## Демографија
| 1962. | 1968. | 1975. | 1982. | 1990. | 1999. | 2011. |
| ----- | ----- | ----- | ----- | ----- | ----- | ----- |
| 255   | 292   | 256   | 281   | 291   | 297   | 326   |

График промене броја становника у току последњих година